# Araitz
Araitz és un municipi de Navarra, a la comarca de Norte de Aralar, dins la merindad de Pamplona. Està compost dels concejos d'Azkarate, Gainza, Inza, Uztegi i Atallu i l'indret d'Arribe-Atallu.

## Toponímia
Araitz és un topònim que s'ha solgut relacionar amb les paraules en basc haitz (roca, penya), haritz (roure) o haran (vall), existint diverses interpretacions del seu significat etimològic. Julio Caro Baroja va deixar escrit el següent sobre el nom de la vall d'Araitz, presentant un origen etimològic molt diferent:
| « | Però el que més pot interessar-nos són els epígrafs que contenen noms amb un sol element, d'aire no romà moltes vegades i els patronímics. En contrast, per exemple, ens trobem memòria de Araica Arai f(ilia). Araica és filla de Araius; el fill seria Araicus seguint el mateix sistema, com dona suport altra inscripció del mateix lloc que parla de Caricus Cari f(ilius). La propietat d'Araicus (recordeu el nom d'Araico propi d'un poble del comtat de Treviño), per exemple, un camp, podria dir-se ager Araici: i aquí ja estem davant la base originària del nom de la vall d'Araitz. Amb Araico i Araiz està en relació el nom del poble de Araia i per ventura els de Araoz i Aragüés | » |
| — Julio Caro Baroja: Materiales para una historia de la lengua vasca en su relación con la latina. Universitat de Salamanca, 1946. | |   |

.

## Demografia
| Evolució demogràfica                              | Evolució demogràfica | Evolució demogràfica | Evolució demogràfica | Evolució demogràfica | Evolució demogràfica | Evolució demogràfica | Evolució demogràfica | Evolució demogràfica | Evolució demogràfica | Evolució demogràfica |
| 1996                                              | 1998                 | 1999                 | 2000                 | 2001                 | 2002                 | 2003                 | 2004                 | 2005                 | 2006                 | 2007                 |
| ------------------------------------------------- | -------------------- | -------------------- | -------------------- | -------------------- | -------------------- | -------------------- | -------------------- | -------------------- | -------------------- | -------------------- |
| 613                                               | 606                  | 613                  | 611                  | 608                  | 592                  | 595                  | 581                  | 577                  | 588                  | 586                  |
| Fonts: Araitz i Institut d'Estadística de Navarra |                      |                      |                      |                      |                      |                      |                      |                      |                      |                      |